# Piper pingbienense
Piper pingbienense är en pepparväxtart som beskrevs av Y.C. Tseng. Piper pingbienense ingår i släktet Piper och familjen pepparväxter. Inga underarter finns listade i Catalogue of Life.